# Пол Льо Гуен
Пол Льо Гуен (на френски: Paul Le Guen) е бивш френски футболист и настоящ футболен треньор. Извежда отбора на Олимпик Лион до три последователни шампионатни титли. По време на активната си състезателна кариера играе за „Нант“ и ПСЖ.
Играе в „Стад Брест 29“ шест години, две години в „Нант“ и седем години в „Пари Сен Жермен“, като в парижкия клуб се превръща в една от клубните легенди, изигравайки 478 мача и печелейки КНК през 1996. Завършва футболната си кариера през 1998. Има 17 мача за националния отбор на Франция, участник на квалификациите за Световното първенство в САЩ през 1994.
Поема отбора на „Рен“ през 1998 и разкрива талантите на играчи като Шабани Нонда и Ел Хаджи Диуф. Уволнен през 2001 след неразбирателство с управата на клуба.
Застава начело на „Олимпик“ (Лион) през 2002, когато заменя Жак Сантини, спечелил първата титла в Лига 1. Льо Гуен изненадващо завоюва три последователни шампионатни титли и трупа опит в Шампионската лига. Отказва се от поста си на 9 май 2005 — ден след спечелването на четвъртата поредна титла на „Олимпик“ и е заместен от Жерар Улие.
След лионския период почива една година, като отказва офертите на „Бенфика“, „Фенербахче“, „Оксер“, „Монако“ и „Лацио“, и заявява, че не би се върнал в ПСЖ. На 11 март 2006 г. Льо Гуен подписва договор за две години с шотландския Глазгоу Рейнджърс, но скоро е уволнен и застава начело на ПСЖ.